# 511 př. n. l.

## Události
- Řecký tragický básník Phrynicus vyhrál svoji první divadelní soutěž v Athénách.

## Úmrtí
- Annei, třetí legendární japonský císař.

## Hlavy států
- Perská říše – Dareios I. (522–486 př. n. l.)
- Starověký Egypt – Dareios I. (522–486 př. n. l.)
- Sparta – Kleomenés I.(520–490 př. n. l.)